# 方志彤
方志彤（早年多写作“方志浵”，英文名：-{Achilles Chih-t'ung Fang，本名金淳谟
}-，1910年8月20日—1995年11月22日），韩国人，中韩混血，哈佛大学学者，汉学家和比较文学家。通晓多种语言，除中、英文外，还包括希腊文、拉丁文、德文、法文、意大利文和日文。

## 生平

### 从出生到青年时期
方志彤，生于日据时期的朝鲜1。
方于青年时代得到美国传教士的资助到上海的美国浸会学院（American Baptist College in Shanghai）7就读，之后进入清华大学哲学系主修西方哲学，1932年毕业，论文题目是莱布尼茨的单子论。毕业后又留在清华做了两年研究生。在之后的四年间，他辗转于南京和北京，经历结婚，生子，丧妻。

### 《华裔学志》时期
1940到1947年2，方志彤参与编辑辅仁大学主办的东亚研究刊物《华裔学志（Monvmenta Serica）》，初任编辑部秘书，1945年以后任编委。期间，他为《华裔学志》撰写专栏“Review of Reviews”，概述欧洲和日本汉学期刊上的重要文章，特别是把日文刊物上的汉学研究的进展情况介绍给西方汉学家。
此外，他在1939至1945年间，还兼任中德学会教师（Instructor [Lektor] at Deutschland-Institut in Peiping）和《中德学志》的编辑。在1944至1947年之间，他在辅仁大学和北平的国立艺术专科学校都曾授课，还在清华大学担任兼职教员（part-time lecturer）。在此期间，他曾译注过一本德语教材，题为《德语津梁》，1941年在北平出版，北大图书馆有藏。

### 哈佛时期
方志彤于1947年9月15日携家人抵达美国马萨诸塞州剑桥，以研究员（research fellow）的身份接替李方桂参与哈佛大学主办的汉英词典的编纂项目，但之后却因在自己负责编写的条目中屡屡引录《芬尼根的守灵夜》的文句而遭解雇。而这部词典终于也未能编成。随后，他便在哈佛攻读比较文学博士，并于1958年毕业3。他的论文专题是关于埃兹拉·庞德的《诗章》，最后写成865页的论文《庞德〈诗章〉之材料研究》。方在研究庞德期间与之结交，期间二人频繁通信。在庞德被羁押于圣伊丽莎白精神病院时期，方深刻地影响了他对中国主题的理解。
方志彤长年在哈佛讲授古代汉语、中国文学理论和文艺批评课程。他在1977年4以“资深讲师”（senior lecturer）的职称退休。

### 去世
方志彤因癌症病逝于1995年，死后葬在剑桥市附近的奥本山公墓（Mount Auburn Cemetery）。
通过方志彤的学生和朋友们的馈赠，哈佛大学以他的名义设立了“方志彤纪念奖（Harvard's Achilles Fang Prize）”，不定期地奖励以中国传统文化及其对东亚文化演进的影响为专题的博士论文，以发扬由方志彤先生所垂范的严谨的文本研究的传统。

## 个性及交游

### 嗜书之人
收集图书是贯穿方志彤一生的热情和执着。到美国不久，他就如同以前在北京的琉璃厂那样，成为了波士顿旧书市场的熟客。他前后搜罗了大量西文书籍，包括很多希腊文和拉丁文典籍。而他在晚年就已着手将藏书捐赠给北京大学图书馆，生前身后共捐赠给北大两万多册西文图书。当时方志彤自己的母校清华大学的哲学系还未能复原。

### 结交诗人群体
通过庞德的介绍，方志彤与不少美国诗人建立了往来，其中包括玛丽安·穆尔（Marianne Moore），那个称他为“语词奇才（word-wizard）”的女诗人。

### 哈佛怪杰与严师
方志彤在哈佛任教数十年，终未获教授头衔，虽与他很少发表著作有关，可能也多少是为其孤傲怪僻的气质所累，对此方本人似有怨言5。
尽管如此，方志彤在哈佛东亚系仍享有崇高地位。一是因为后来东亚系的数位名教授，如柯立夫（Francis W. Cleaves）、伊丽莎白·赫芙（Elizabeth Huff）、海陶玮（James R. Hightower）和芮沃寿（Arthur F. Wright）等人早年作为交流学生在北京时都得到过他长期的倾情辅导，而且拒收报酬，所以后来方在哈佛也依然以老师的身份受到他们的礼敬。方去世后海陶玮教授在《华裔学志》1997年第45期上为其撰写讣闻。二是因为方在哈佛也继续做一位对学生尽心尽责的严师。他不是那种会克制批评或轻易表扬学生的老师，可只要他认为孺子可教，就会成为学生的良师益友。他热爱教学并因此得到学生的热情爱戴，而且直到生命的最后时刻也不对学生吝惜时间。在哈佛执教期间指导过的学生包括木令耆（刘年玲）和艾朗诺（Ronald Egan）等。

### 钱锺书的朋友
方志彤自清华读书时代起，即与同学钱锺书为密友，至钱1979年访美时重聚，情谊益重，今有钱锺书在此期间致方两通书信公开于世。钱锺书访美数月后其《管锥编》亦问世，方阅之不倦，又向学生艾朗诺推荐，鼓励其进行翻译。后来《管锥编》的英译本献词即题给方志彤博士。

## 著作
- 博士论文：865页的《庞德〈诗章〉之材料研究（Materials for the Study of Pound's Cantos）》，未出版6。

- 论文：《从意象主义到惠特曼主义的中国新诗：新诗试验的失败（From Imagism to Whitmanism in Recent Chinese Poetry：A Search for Poetics that Failed）》[6]。

- 论文：Achilles Fang and Chou Tsu-mo(周祖謨), On the Kuang-Yün Sheng-Hsi 廣韻聲系, Monumenta Serica, Vol. 11 (1946), pp. 123-149.

- 论文：A Note on Huang T'ung 黃童 and Tzǔ-Wu 子烏, Harvard Journal of Asiatic Studies, Vol. 12, No. 1/2 (Jun., 1949), pp. 207-215.

- 论文：P'ei Hsüeh-hai, Achilles Fang and Igor De Rachewiltz, Fourth Supplement to the Ku-Shu I-I Chü-Li / 古書疑義舉例四補, Monumenta Serica, Vol. 50 (2002), pp. 549-654.

- 论文：《论翻译之难（Some Reflections on the Difficulty of Translation）》，收入芮沃寿（编）：《中国思想研究（Studies in Chinese Thought）》，芝加哥大学出版社，1953年。后又收入布劳尔（Reuben A. Brower）（编）：《论翻译（On Translation）》，哈佛大学出版社，1959年[3]。

- 论文和翻译：《二十四诗品》研究之英文手稿[1]，其中《〈诗品〉作者考》一文的中译版发表在2011年第5期的《文学遗产》上。

- 翻译：《〈资治通鉴〉中的三国编年（魏纪）（英译和注释）》，哈佛燕京学社研究系列丛书第六卷，剑桥（马萨诸塞州）：哈佛大学出版社，1952年（Translated and Annotated by Achilles Fang, The chronicle of the Three Kingdoms (220-265): Chapters 69-78 from the Tzu chih t'ung chien of Ssu-ma Kuang, Harvard-Yenching Institute studies vol. 6, Cambridge, Mass: Harvard University Press, 1952.）[2][6]。

- 翻译：《陆机〈文赋〉英译（Lu Ki's "Rhymerprose on Literature"）》[3]，《新墨西哥州季刊·西裔美国人号》，1952年秋（New Mexico Quarterly: Hispanic American Issue, Autumn 1952）[8]。

- 洪业，方志彤等：《汉英词典项目（39.0.2-3分册，预印本）》，第1版，剑桥（马萨诸塞州）：哈佛大学出版社，1954年（William Hung, Achilles Fang et al. Chinese-English Dictionary Project, Fascicle 39.0.2-3 : Preliminary Print, Cambridge, MA : Harvard University Press, first edition, 1954.）。

- 《Origin》，第三系列，第11期，1968年10月，重点推出：庄子的《秋水》（William Bronk (Author), Eugenio Montale (Author), Seymour Faust (Author), Achilles Fang (Author) and Cid Corman (Editor), Origin, third series, No. 11, October 1968, "featuring Chuang-Tzu's Autumn Flood"）8。

- Wolfhart Klee, Magda Gerken著，方志彤注解：《德语津梁（Gesprochenes Deutsch）》，北平：德意志学院中国办事处，1941年。

## 腳註
^  注解1：而在向美国政府提交的正式文件中，方志彤称自己生于中国山西省安邑县（An-i, Shansi）。据称方十分坚持自己的中国身份认同，并忌讳别人指其出身韩国。另可注意山西安邑为司马光的故乡。
^  注解2：对于方在1934至1939年间的活动，各种叙述之间存在差异。如有说他在1934至1936年任教于广西省立医学院，从1937年即开始担任《华裔学志》编辑，以及从1939年起即在中德学会兼职。
^  注解3：在此期间，方可能亦在哈佛但任教职，但他具体脱离词典编纂工作的时间待考，这部分信息亦不明确。
^  注解4：也有说是1976年，待考。
^  注解5：此种怨言是出于认真抑或戏言，尚非定论。如他的学生木令耆描述其师性格为服膺庄子，未肯屈求，又如钱锺书致其信中称许他潜心治学，超脱世俗名利的贵族心态。或可说，一个人所表露的瞬间感情的因由是复杂的。
^  注解6：据说是方自己决定不出版此论文，以免庞德受到其中所指出的他使用材料的诸多错误的困扰。
^  注解7：不知与上海浸会大学堂（Shanghai Baptist College）有无关系。
^  注解8：推测为方志彤翻译的《庄子·秋水》。

## 待核资料
- James R. Hightower, Achilles Fang: In memoriam, Monumenta Serica, Vol. 45 (1997) （页面存档备份，存于）, pp. 399-403.
- Ilse M. Fang, Bibliography of Achilles Fang, Monumenta Serica, Vol. 45 (1997), pp. 403-407.
- Achilles Fang, The Last Refuge of Beauty [Review of The Foundations of Aesthetics], Monumenta Serica, Vol. 45 (1997), pp. 407-413.
- 《陆机〈文赋〉英译（Lu Ki's "Rhymerprose on Literature"）》[ https://anthonywatkins.wixsite.com/btsjan2018/translations2 （页面存档备份，存于） ]